# Arthroleptis sylvaticus
Arthroleptis sylvaticus (Laurent, 1954) è un anfibio anuro, appartenente alla famiglia degli Artroleptidi.

## Distribuzione e habitat
Si trova nella foresta pluviale dal Camerun meridionale e dal Gabon attraverso la Repubblica del  Congo fino alla Provincia del Basso Congo nella Repubblica Democratica del Congo; nella Repubblica Centrafricana centro-settentrionale e nella Repubblica Democratica del Congo nord-orientale, dal livello del mare fino a circa 1300 m di altitudine; presumibilmente si trova in Guinea Equatoriale e nell'enclave di Cabinda, Angola.